# آرامگاه ملا عباسعلی
مقبره ملا عباسعلی مربوط به دوره قاجار است و در کرمانشاه، خیابان آرامگاه چهارراه امیرکبیر واقع شده و این اثر در تاریخ ۱۵ آذر ۱۳۷۸ با شمارهٔ ثبت ۲۵۳۶ به‌عنوان یکی از آثار ملی ایران به ثبت رسیده است.